# 1958 في بيرو
فيما يلي قوائم الأحداث التي وقعت خلال عام 1958 في بيرو.

## سياسة

### انتهاء فترة المنصب
- 1 يناير – خورخي باسادري Minister of Education of Peru [الإنجليزية]‏.

## رياضة
- 1 يناير – دوري الدرجة الثانية البيروفي 1958 الفائز Unión América [الإنجليزية]‏.

## مواليد

### يناير
- 7 يناير – لورديس مندوزا سياسية بيروفية.
- 9 يناير – هوغو غاستولو لاعب كرة قدم بيروفي.

### مايو
- 9 مايو – خوليو سيزار أوريبي لاعب كرة قدم بيروفي.
- 19 مايو – خوسيه أنطونيو تشانغ سياسي بيروفي.

### يوليو
- 14 يوليو – أنتوني عطالله طبيب من الولايات المتحدة الأمريكية.

### سبتمبر
- 14 سبتمبر – فرناندو أوليفيرا سياسي بيروفي.

### ديسمبر
- 10 ديسمبر – رونالد غامارا هيريرا

## وفيات

### مارس
- 1 مارس – أوكتافيو أورتيز أريتا (مواليد 1879) كهنوت بيروفي.